# Joaquim Prats Cuevas
Joaquim Prats Cuevas   (València, 21 de març de 1949) és un historiador i pedagog, especialista en la didàctica de la història, en l'anàlisi dels sistemes educatius i en la història de les universitats. És conegut per la defensa de la història en el sistema educatiu i per la renovació dels mètodes d'ensenyament d'aquesta disciplina. També destaca pels seus estudis sobre avaluació i qualitat educativa. Actualment, és investigador, catedràtic emèrit de l'àrea de Didàctica de les Ciències Socials a la Universitat de Barcelona i president de l'Ateneu UB.

## Biografia
Llicenciat en Filosofia i Lletres el 1972 a la Universitat Literària de València, amb una tesi de llicenciatura titulada La Dreta Regional valenciana 1931-1933. El 1974 va guanyar per oposició nacional una plaça de catedràtic de Geografia i Història d'institut d'ensenyament mitjà i va ser destinat a l'Institut d'Educació Secundària Eugeni d'Ors de Badalona, on posteriorment va exercir com a secretari acadèmic i director.
El 1987 es va doctorar en Història Moderna per la Universitat de Barcelona amb la tesi doctoral: La Universidad de Cervera en el siglo XVIII. Va ser professor titular d'universitat d'Història Moderna Universal i d'Espanya a la Facultat de Lletres de la Divisió VI de la mateixa Universitat, al Campus de Lleida. El 1995, va ser nomenat el primer catedràtic d'universitat de l'àrea de Didàctica de les Ciències Socials a la Universitat de Barcelona.

## Premis i reconeixements
El 2016, va rebre la condecoració al Mèrit Acadèmic per la Universidad Estatal de Milagro (Equador) i va ser investit doctor honoris causa per la Universitat de Múrcia (Espanya). El 2019 se li va concedir el títol de catedràtic emèrit de la Universitat de Barcelona.

## Carrera professional
Joaquim Prats ha format part de la direcció de diverses revistes especialitzades en la didàctica i l'ensenyament de les ciències socials i ha dirigit la col·lecció de llibres Milenio-Educación, entre altres càrrecs de responsabilitat. Entre les seves contribucions significatives en l'àmbit dels materials didàctics, destaquen els projectes d'innovació Germania 75 i Historia 13/16, desenvolupats juntament amb altres col·legues. Aquests projectes van ser aplicats a nombrosos centres escolars, representant un canvi important en la manera d'ensenyar la història a l'educació secundària. A més, ha publicat, en col·laboració amb altres autors, 25 llibres de text per a Educació Primària i Secundària, que van proposar una renovació radical d'aquest tipus de manuals. En l'àmbit de les publicacions d'història, destaquen les contribucions sobre la història de les universitats del segle XVIII espanyol, en particular les referents a la Universitat de Cervera i el paper del reformisme borbònic del set-cents.
Les seves aportacions més nombroses se centren en la didàctica de la història i altres ciències socials, contingudes en articles de revistes científiques i llibres. Els temes més tractats són la importància de la disciplina històrica a la formació escolar i, en general, de la consciència crítica ciutadana. A més, ha elaborat obres que expliquen mètodes de renovació i d'innovació de la metodologia didàctica per ensenyar aquesta disciplina, especialment en l'educació secundària. També ha dedicat diverses de les seves publicacions més conegudes a la definició epistemològica de la recerca en didàctica de la història i propostes de línies i metodologies de recerca. També ha dirigit publicacions que són fruit d'estudis institucionals del sistema educatiu, entre les quals destaquen les avaluacions de l'Educació Primària a Catalunya o de l'Informe de l'estudi PISA, entre moltes altres publicacions referides a aquesta temàtica.

## Activitat científica i acadèmica
Joaquim Prats ha contribuït amb més de 300 publicacions al llarg de la seva carrera. Les seves contribucions es desglossen de la manera següent: 104 articles científics o de divulgació acadèmica, 84 llibres o capítols de llibres de contingut científic i acadèmic, 66 llibres de text i materials didàctics, i 46 altres publicacions incloent articles a la premsa o en revistes de divulgació.
Ha estat investigador principal en 10 projectes competitius de recerca i ha dirigit o codirigit 21 tesis doctorals. També ha participat en 82 tribunals de tesis doctorals. Des del 2005, lidera el grup de recerca consolidat DHiGeCs (Didàctica de la Història, la Geografia i altres Ciències Socials) de la Universitat de Barcelona. En l'àmbit editorial, Joaquim Prats ha tingut una participació activa, essent membre, actualment, dels consells científics de 15 revistes, codirector de tres revistes, i director de dues col·leccions de llibres.
Entre 2015 i 2019, va ser membre de la Comissió Gestora de la Universidad Nacional de Educación de la República de Ecuador (UNAE). La UNAE és una universitat pública creada pel govern de l'Equador, de la qual va ser president Rafael Correa Delgado. Aquesta universitat es dedica exclusivament a l'educació, i és considerada una de les quatre institucions clau per renovar el panorama universitari equatorià.